# Eduard Zintl
Eduard Zintl (Weiden in der Oberpfalz, 21 gennaio 1898 – Darmstadt, 17 gennaio 1941) è stato un chimico tedesco, maggiormente noto per i suoi studi su alcuni composti intermetallici che, in suo onore, furono definiti fasi di Zintl e per la scoperta dei polianioni metallici formati da alcuni elementi chimici, chiamati ioni di Zintl.

Struttura dello ione di Zintl Pb_{9}^{4-}

Terminati gli studi a Monaco, dove si trasferì con la sua famiglia, all'età di diciotto anni, Zintl venne arruolato per combattere nella prima guerra mondiale. Intraprese gli studi in chimica iniziando a frequentare, all'età di ventuno anni, l'Accademia Bavarese delle Scienze. Distintosi per l'applicazione allo studio, ottenne presto un posto di assistente ausiliario presso il Deutschen Atomgewichtslaboratoriums, laboratorio tedesco per gli studi sul peso atomico. Eduard Zintl divenne dottore in chimica nel 1923, all'età di venticinque anni presentando una tesi sulla revisione sperimentale del peso atomico del bromo. Continuando la sua attività al laboratorio per gli studi sul peso atomico Zintl sviluppò la titolazione potenziometrica, fino ad allora poco considerata, come metodica analitica quantitativa divenendo un esperto in questo campo. Nello stesso periodo scrisse un libro sulla introduzione allo studio della chimica inorganica nella cui prefazione asserì "La moderna chimica inorganica è chimica fisica applicata". Nel 1924 sposò Margarethe Steinheil, studentessa conosciuta all'Accademia Bavarese delle Scienze, ed un anno dopo ottenne l'abilitazione in chimica.
Eduard Zintl continuò a lavorare presso l'accademia di Monaco fino al 1928, quando ottenne un posto di professore straordinario all'Università Albert-Ludwigs di Friburgo in Brisgovia. Presso la stessa università divenne direttore del Dipartimento di Laboratorio di Chimica Inorganica. Fu in questo periodo che il suo fervore sperimentale lo portò a studiare i composti intermetallici, effettuando una prima pubblicazione riguardante gli intermetalli formati dal sodio. Zintl riuscì a dimostrare, tramite metodi potenziometrici ed elettrolitici, l'esistenza di polianioni Pb94- ottenuti per reazione del sodio metallico con piombo in solvente ammoniaca liquida. Notò che anche elementi quali lo stagno, l'antimonio e il bismuto sono in grado di generare polianioni. Questa fu una scoperta che rivoluzionò la chimica inorganica, in quanto fino ad allora si pensava che solamente elementi come quelli del sedicesimo e del diciassettesimo gruppo potessero formare anioni. Inoltre facendo reagire un metallo con un altro metallo fortemente elettropositivo, quale un metallo alcalino o alcalino-terroso, in ammoniaca liquida, Zintl descrisse la formazione di composti dalla struttura cristallina fino ad allora sconosciuta. Il capostipite di questa serie di composti intermetallici, che verranno successivamente chiamati fasi di Zintl, fu il composto ottenuto per reazione del sodio con il tallio (formula chimica NaTl).
Nel 1933 Eduard Zintl ricoprì il ruolo di professore presso l'Università Tecnica di Darmstadt e si diede molto da fare per istituire un nuovo e più grande dipartimento unificato di chimica inorganica e chimica fisica, con la costruzione di un nuovo edificio. Modificò anche il piano di studi universitario per la chimica. Contrariamente a molti suoi colleghi Zintl si dedicò anche alla cooperazione con il settore industriale, non tralasciando però mai l'attività scientifica di ricerca.
Zintl morì il 17 gennaio 1941 all'età di quarantadue anni, in seguito ad una grave malattia.
Il nuovo istituto da lui pianificato, che non riuscì ad inaugurare personalmente, fu dedicato alla sua memoria.